# Theseus modestus

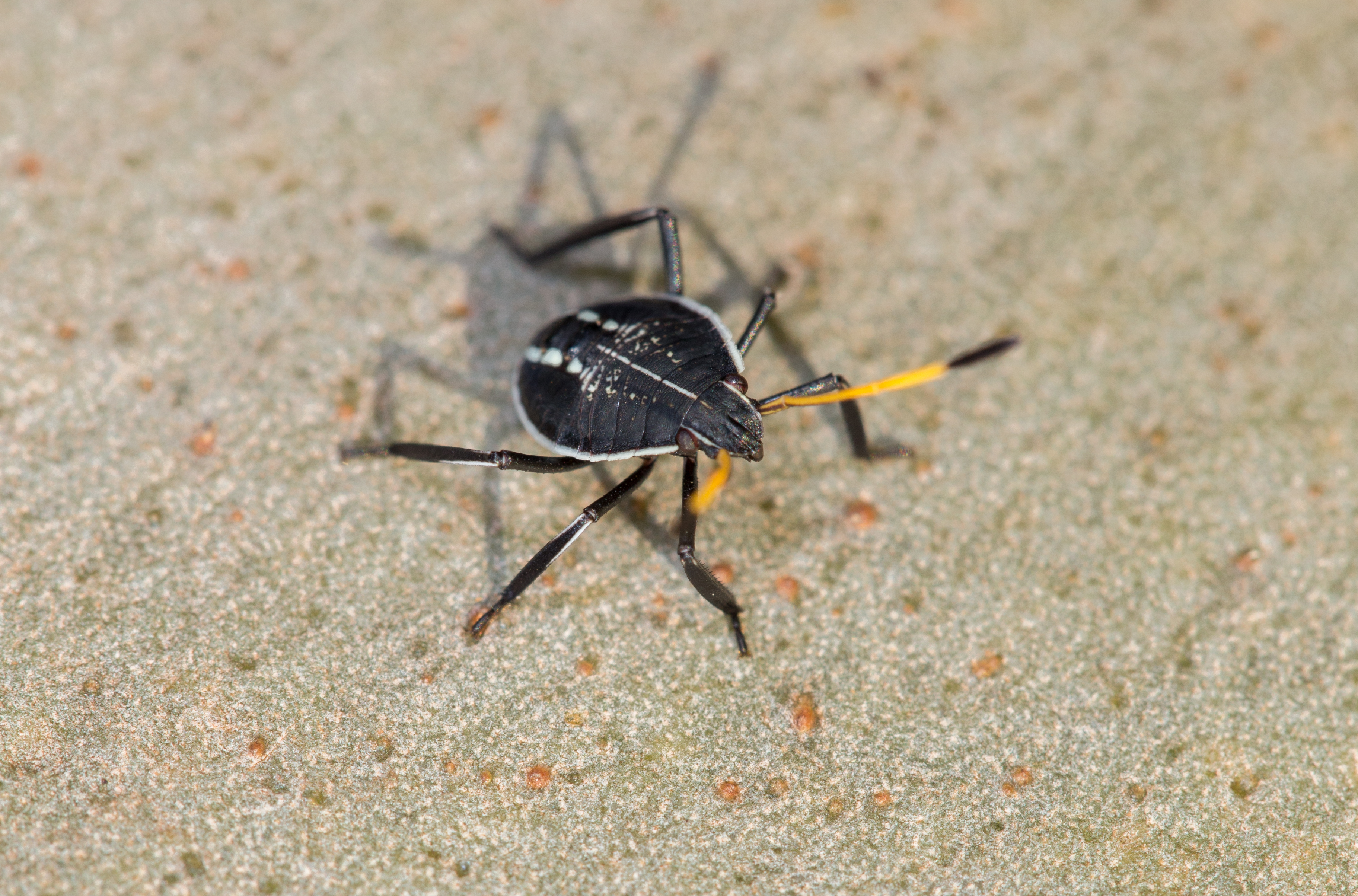
Nymphe von Theseus modestus

Theseus modestus ist eine Wanze aus der Familie der Baumwanzen (Pentatomidae). Im Englischen trägt die Wanzenart auch die Bezeichnung Gum Tree Shield Bug („Gummibaum-Schildwanze“).

## Merkmale
Die etwa 15 Millimeter langen Wanzen sind schwarz-grau meliert. Der relativ lange Kopf weist fünf helle Längslinien auf. Das Schildchen (Scutellum) besitzt ein hell gefärbtes unteres Ende.
Die Nymphen besitzen eine rundliche Gestalt und sind schwarz gefärbt mit einer weißen Musterung.

## Verbreitung
Die Art ist auf dem australischen Kontinent verbreitet. Sie ist in Queensland, in New South Wales, im Northern Territory und in Western Australia beheimatet.

## Lebensweise
Die Wanzen ernähren sich fast ausschließlich phytophag. Man findet sie an verschiedenen Eukalyptusbäumen wie dem Roten Eukalyptus (Eucalyptus camaldulensis) oder Eucalyptus simmondsii. Sowohl die adulten Wanzen als auch die Nymphen halten sich meist am Baumstamm auf, wo sie die Rinde anbohren, um vom Pflanzensaft zu saugen. Die adulten Wanzen findet man außerdem an den Stängeln und Blättern der Eukalyptusbäume. Die Wanzen vertilgen auch die Eier verschiedener Pflanzenläuse.

## Taxonomie
Es gibt 5 Unterarten:
- Theseus modestus lyricus (Distant, 1899)
- Theseus modestus modestus (Stål, 1865)
- Theseus modestus occidentalis (Baehr, 1991)
- Theseus modestus scutellatus (Distant, 1899)
- Theseus modestus tasmanicus (Baehr, 1989)

## Belege